# Élisabeth de Bavière (1443-1484)
Pour les articles homonymes, voir Élisabeth de Bavière.
Élisabeth de Bavière (2 février 1443 - 5 mars 1484) est électrice de Saxe de 1464 à 1484.

## Biographie
Élisabeth est la fille du duc Albert III de Bavière et de son épouse Anne de Brunswick-Grubenhagen. Elle épouse le 19 novembre 1460 Ernest de Saxe, électeur de Saxe. Sept enfants sont nés de cette union :
- Christine de Saxe (1461-1521), en 1478 elle épouse Jean Ier de Danemark
- Frédéric III de Saxe, dit le Sage (1463-1525)
- Ernest II de Saxe (1464-1513), il entra dans les ordres et fut prince-archevêque de Magdebourg, évêque d'Halberstadt
- Albert de Saxe (en) (1467-1484)
- Jean Ier de Saxe, dit le Constant ou l'Assuré
- Marguerite de Saxe (en) (1469-1528), en 1487 elle épouse le duc Henri Ier de Brunswick-Lunebourg (1468-1532)
- Wolfgang de Saxe (1473-1478).